# موسم في سينجي (رواية)
موسم في سينجي (بالإنجليزية: A Season in Sinji)‏ هي رواية للكاتب الإنجليزي جي إل كار، نشرت عام 1967، عن دار نشر ألان روس.